# Inundațiile din România (2010)
Inundațiile din iunie 2010 din România, survenite din cauza precipitațiilor torențiale, au afectat în special nord-estul țării și au cauzat distrugeri importante, provocând moartea a cel puțin 22 de persoane .  
În perioada 23 iunie - 5 iulie 2010, inundațiile au afectat 37 de județe și 530 de localități, care au dus la evacuarea a peste 18.000 de persoane din zonele afectate și la pierderea a 23 de vieți omenești.
Conform primelor estimări, au fost afectate 41 de drumuri naționale, 110 drumuri județene, 164 drumuri comunale, 328 poduri, 2.042 podețe, 131 punți pietonale și 25.039 fântâni, 43 de posturi de transformare avariate, 11 linii de medie tensiune afectate parțial precum și 187 obiective socio-economice.
Au fost inundate 15.626 gospodării și anexe gospodărești, 1.237 curți și grădini, 8.967 locuințe, din care 602 locuințe distruse și în pericol de prăbușire.
Cea mai afectată zonă din România a fost județul Suceava   .
Și Ucraina, în special Regiunea Cernăuți, a fost afectată de inundații    .
Premierul român Emil Boc a vizitat regiunile afectate.
Sute de persoane au fost nevoite să-și părăsească casele, zeci de case s-au prăbușit și sute de case au fost avariate parțial .

## Distrugeri
În perioada 23-30 iunie 2010, 12.457 de persoane au fost evacuate. Numărul locuințelor inundate a fost de 4.472, iar al celor distruse, de 246 .  32 de drumuri naționale, 88 de drumuri județene, 120 de drumuri comunale, 9.555 ha de pășuni și fânețe, 5.480 ha de pădure, 23.579 ha teren arabil și 14.000 fântâni au fost afectate de inundații. Majoritatea victimelor s-au înecat când au încercat să se refugieze, iar doi copii au fost loviți de trăsnet.
Conform unor declarații ale premierului Emil Boc, distrugerile cauzate de inundații s-ar putea ridica la 0,6% din produsul intern brut .
Inundațiile din ultimele zile au afectat peste 100 de localități din 14 de județe. În afara pierderilor omenești, a caselor distruse de ape și a drumurilor afectate de viituri, zeci de mii de hectare de culturi au fost compromise.
Inundațiile au produs pagube de 133 milioane de lei. Peste 125.000 de hectare de teren agricol au fost afectate de inundații, dintre care peste 25.000 de hectare au fost distruse complet, iar aproape 100.000 de hectare au fost afectate în proporție de peste 30%, potrivit datelor Ministerului Agriculturii.
La data de 10 iulie 2010, ministrul agriculturii, Mihail Dumitru, a declarat că din ultimele evaluari reiese că suprafața agricolă afectată de inundații este de 243.000 hectare, dar multe din raportările privind terenurile calamitate vin din județe care nu au fost inundate.
Suprafața afectată reprezintă circa 3% din totalul terenurilor agricole, cele mai afectate fiind culturile de rapiță, grâu și porumb.
Inundațiile au afectat infrastructura drumurilor naționale din 19 județe, iar la o primă estimare, pagubele se ridică la 203 milioane lei.

## Ajutoare
Guvernul României a promis 5.000 de lei familiilor care au pierdut pe cineva din cauza viiturilor  Pentru construcția de case sociale, TVA va rămâne de 5%.
Primăria municipiului București a decis să ajute județele afectate cu 2.200.000 lei .
Vasile Blaga, Ministrul Administrației și Internelor, a declarat că ministerul a început demersurile pentru accesarea Fondului de solidaritate al Uniunii Europene.

## Reacții
- Președintele Franței Nicolas Sarkozy a trimis o scrisoare de condoleanțe lui Traian Băsescu pentru victimele inundațiilor.[21]

## Vezi și
- Inundațiile din Republica Moldova (2010)